# エボジアミン
エボジアミン(Evodiamine)は、マウスの実験で脂肪の取り込み抑制効果が見られている、ゴシュユ属の植物から抽出される化学物質である。活性機構はカプサイシンと似ていると考えられている。そのようなものとして、この物質はいくつかのサプリメントにも含まれているが、実験的には、ヒトにおける脂肪燃焼効果も副作用も確認されていない。
エボジアミンの主な機能は、熱発生効果と覚醒効果である。
またエボジアミンは、脳内のセロトニントランスポーターの数を増やしてセロトニンの取り込みを高める、チアネプチンに相当する作用も行っていると考えられている。